# Deuterocopus albipunctatus
Deuterocopus albipunctatus är en fjärilsart som beskrevs av Fletcher 1910. Deuterocopus albipunctatus ingår i släktet Deuterocopus och familjen fjädermott. Inga underarter finns listade i Catalogue of Life.